# Hoddesdon
Hoddesdon è una cittadina dell'Inghilterra situata nella contea di Hertfordshire, nella Lea Valley. Ha acquistato importanza diventando una stazione di posta sulla via tra Cambridge e Londra. Durante il XVIII secolo, più di 35 corrieri al giorno passavano per la città.
Il suo boom economico è stato nella metà del XX secolo periodo dell'estrazione della ghiaia in quella zona, estrazione che terminò negli anni 1970. Le cavità dei laghi e di acqua sono state usate per la costruzione di oggetti pregiati locali. Oggi Hoddesdon continua ad avere un piccolo ruolo nel settore industriale, ma è divenuta principalmente una città di pendolari per Londra.
La città ha ospitato nel 1951 l'ottavo Congresso internazionale di architettura moderna.

## Storia
Hoddesdon, a un giorno di marcia da Londra è sempre stata un posto comodo per gli eserciti e per gli altri viaggiatori diretti a nord, a Cambridge o nelle altre piccole o grandi città. Quella che oggi è la High Street, un tempo era piena di locande.
La produzione di birra era un'attività importante per quella zona, soprattutto nelle città vicine Hertford e Ware. Il commercio era attivo ogni giovedì al mercato del luppolo. Con il passare del tempo, il luppolo venne trasportato sul River Lea e non più sulle strade e il mercato della carne del mercoledì divenne predominante. Quest'ultimo è presente ancora oggi a Hoddesdon e alla fine del ventesimo secolo si aggiunse anche un mercato il venerdì.
Fino al 1866, Hoddesdon era divisa in due parrocchie civili, quella di Broxbourne e quella di Great Amwell. Il confine tra queste due passava per una arcata sulla High Street. Quando l'arcata venne demolita negli anni '60, fu messa nel suolo una roccia con una incisione, a ricordare lo storico confine. 
Parte di Hoddesdon era stata creata in un distretto urbano dal Local Government Act 1894, e il resto divenne la parrocchia civile di Hoddesdon Rural nel Ware Rural District. 
Nel 1937 un County Review Order allargò il distretto urbano comprendendo Hoddesdon Rural e parte di Broxbourne, Great Amwell, Stanstead Abbotts e Wormley. Il confine occidentale venne fissato sulla traccia della Ermine Street, una strada romana. Il distretto urbano di Hoddesdon venne abolito nel 1974 dal Local Government Act 1972, diventando parte del district of Broxbourne.

## Centro
La High Street di Hoddesdon (per lo più pedonale) ha molti negozi, fast food, pub, agenzie immobiliari, banche e una biblioteca. A nord della High Street dietro la Clock Tower c'è il centro commerciale "Tower Centre", famoso per i suoi tanti negozi. Dopo l'attuale ristrutturazione, il centro accoglierà molti altri esercizi commerciali. Fawkon Walk, a ovest della High Street, è anch'esso in ristrutturazione, e la prima fase dei lavori è terminata, e adesso c'è un nuovo negozio ALDI. Sainsbury's, che prima era in Fawkon Walk, si trova ora a est della High Street. Altri importanti negozi sono Argos, Woolworths, Boots, due Lloyds pharmacies, Tesco, Ladbrokes e Caffè Nero.
I negozi di Hoddesdon vanno in competizione con il vicino Brookfield Centre di Cheshunt e i negozi al dettaglio di Harlow. Dagli anni 1990 alcuni commercianti hanno lasciato la città e al loro posto sono venute catene di negozi, ma comunque negozi indipendenti sono rimasti favorendo l'arrivo di molti clienti che amano anche i ristoranti locali come il Marcanato's o La Piazza, o ancora un pasto al fast food Starburger(meglio conosciuto come Starurger) o al Flames.

## Scuole
Ci sono due scuole secondarie locali - The John Warner School (per studenti da 11 a 18 anni) e la Sheredes School (sempre per studenti da 11 a 18 anni). La John Warner è specializzata per le scienze mentre la Sheredes ha un ottimo dipartimento di arti creative. Nel 2007 la John Warner School ha ricevuto le congratulazioni da Mr Jim Knight, il Ministro per l'Educazione, per essersi posizionata 24ª nella graduatoria delle ‘100 scuole migliori del paese'. Questo premio è il risultato di 8 anni di continui miglioramenti per quanto riguarda l'educazione scolastica.

## Comunità Italiana
Questa cittadina, da più di tre generazioni, ospita una numerosa comunità italiana ben integrata.
Gli italiani a Hoddesdon sono per lo più di origine siciliana e soprattutto provenienti da Cianciana, un comune della provincia di Agrigento e da Gioiosa Marea, un comune della provincia di Messina.